# Grand Prix de Wallonie féminin 2022
Cet article concerne la course féminine. Pour la course masculine, voir Grand Prix de Wallonie 2022.
La 1re édition du Grand Prix de Wallonie féminin (officiellement Grisette Grand Prix de Wallonie) a lieu le 14 septembre 2022. Elle se déroule sur un parcours de 136,6 km et fait partie du calendrier UCI en catégorie 1.1 Elle est remportée par la Belge Julie De Wilde. 

## Présentation

### Parcours
Le parcours s'élance de Blegny et arrive à la citadelle de Namur.  

### Équipes
| Unknown team category |
|                       |

## Récit de la course
La météo est pluvieuse. Dans la Tienne aux Pierres, un groupe de dix coureuses s’est extirpé, sous l’impulsion de trois membres de l'équipe Plantur-Pura : Julie De Wilde, Justine Ghekiere et Yara Kastelijn. Justine Ghekière, en tête, a subi un déchaussement dans le dernier virage et a été dépassée. Les trois coéquipières de l'équipe Plantur-Pura prennent les trois premières places à Namur.

## Classements

### Classement final
| \| Classement général \| Classement général \| Classement général \| Classement général \| Classement général \| \| Coureuse \| Coureuse \| Pays \| Équipe \| Temps \| \| ------------------ \| ------------------- \| ------------------ \| -------------------- \| ------------------ \| \| 1re \| Julie De Wilde \| Belgique \| Plantur-Pura \| 3 h 48 min 31 s \| \| 2e \| Justine Ghekiere \| Belgique \| Plantur-Pura \| + 3 s \| \| 3e \| Yara Kastelijn \| Pays-Bas \| Plantur-Pura \| + 3 s \| \| 4e \| Rachel Neylan \| Australie \| Cofidis \| + 5 s \| \| 5e \| Kirstie van Haaften \| Pays-Bas \| Parkhotel Valkenburg \| + 12 s \| \| 6e \| Nicole Frain \| Australie \| Parkhotel Valkenburg \| + 14 s \| \| 7e \| Anya Louw \| Australie \| AG Insurance NXTG \| + 17 s \| \| 8e \| Eva van Agt \| Pays-Bas \| Le Col-Wahoo \| + 18 s \| \| 9e \| Quinty Schoens \| Pays-Bas \| Parkhotel Valkenburg \| + 18 s \| \| 10e \| Fien Masure \| Belgique \| AG Insurance NXTG \| + 21 s \| |                     |           |                      |                 |
| |                     |           |                      |                 |
| |                     |           |                      |                 |
| Classement général |                     |           |                      |                 |
| Coureuse | Coureuse            | Pays      | Équipe               | Temps           |
| 1re | Julie De Wilde      | Belgique  | Plantur-Pura         | 3 h 48 min 31 s |
| 2e | Justine Ghekiere    | Belgique  | Plantur-Pura         | + 3 s           |
| 3e | Yara Kastelijn      | Pays-Bas  | Plantur-Pura         | + 3 s           |
| 4e | Rachel Neylan       | Australie | Cofidis              | + 5 s           |
| 5e | Kirstie van Haaften | Pays-Bas  | Parkhotel Valkenburg | + 12 s          |
| 6e | Nicole Frain        | Australie | Parkhotel Valkenburg | + 14 s          |
| 7e | Anya Louw           | Australie | AG Insurance NXTG    | + 17 s          |
| 8e | Eva van Agt         | Pays-Bas  | Le Col-Wahoo         | + 18 s          |
| 9e | Quinty Schoens      | Pays-Bas  | Parkhotel Valkenburg | + 18 s          |
| 10e | Fien Masure         | Belgique  | AG Insurance NXTG    | + 21 s          |

### Points UCI
| Position           | 1er | 2e  | 3e  | 4e  | 5e | 6e | 7e | 8e | 9e | 10e | 11e | 12e | 13e | 14e | 15e | 16e à 25e |
| Classement général | 200 | 150 | 125 | 100 | 85 | 70 | 60 | 50 | 40 | 35  | 30  | 25  | 20  | 15  | 10  | 5         |